# Juan Carlos I.

Osobní znak španělského krále Juana Carlose I.

Juan Carlos I. (česky Jan Karel I., plným jménem Juan Carlos Alfonso Víctor María de Borbón y Borbón – Dos Sicilias; * 5. ledna 1938 Řím, Itálie) je bývalý španělský král, jenž panoval v letech 1975–2014, a armádní velitel španělských ozbrojených sil. Narodil se jako vnuk španělského krále Alfonse XIII. Dne 2. června 2014 oznámil, že z osobních důvodů abdikuje ve prospěch svého syna Filipa VI. 18. června 2014 podepsal ústavní zákon o abdikaci, jehož právní moc nabyla účinnosti zveřejněním v úředním věstníku v následujícím dni.
Pochází z rodu Bourbonů, který ve Španělsku vládne od roku 1700. Jeho otcem byl Juan de Borbón, hrabě barcelonský, jeho matkou doña Marie Mercedes Bourbonsko-Sicilská z rodu Bourbon-Obojí Sicílie. Juan Carlos byl jmenován nástupcem Francisca Franca, který do něho vkládal své naděje, že bude vládnout jako absolutní monarcha. Juan Carlos však v zemi nastolil demokratické reformy.

## Panování
Když 20. listopadu 1975 zemřel generalissimus Franco, souhlasil s dodržováním principů Národního hnutí, jež byly určeny pro situaci zachování frankismu. Nicméně mladý panovník jich využil jako opory k vyhlášení referenda o politické reformě, jež skončilo drtivou podporou 94 % hlasů ve prospěch monarchie a reforem, čímž byly vytvořeny předpoklady přechodu k demokracii. Dne 22. listopadu 1975 byl kortesy prohlášen králem Španělska jako Juan Carlos I. Španělský (Juan Carlos I de España) a 27. listopadu v ceremoniálu svatého pomazání zvaném „Mše Ducha Svatého“ (Misa de Espíritu Santo), což je ekvivalent korunovace, která se konala ve starobylé katedrále San Jerónimo el Real v Madridu, usedl na španělský trůn.
Ačkoli je jeho role panovníka především reprezentativního charakteru, jeho autorita se projevila zejména v únoru 1981, kdy se stoupenci starého frankistického režimu v čele s Antoniem Tejero Molinou pokusili o státní převrat. Ozbrojená skupina členů Civilní gardy vnikla do budovy parlamentu, kde probíhalo hlasování o kandidátovi na nového předsedu vlády. Pokus o státní převrat, označovaný později jako 23-F, skončil neúspěchem, především proto, že král v televizním projevu útok ostře odsoudil a jednoznačně se postavil na stranu reforem a demokracie. Poté se útočníci stáhli zpět do svých kasáren.
Dlouhé roky se těšil velké popularitě, v posledních letech vlády však obliba jeho i celé královské rodiny prudce klesla kvůli hned několika skandálům. Poprvé na sebe starý král obrátil nechtěnou pozornost v dubnu 2012, když vyrazil soukromě do Botswany a při lovu slonů si zlomil kyčel. Za kontroverzní lov ohrožených savců se zprvu odmítal omluvit, což ale nakonec udělal.
Největším stínem královské rodiny je však aféra králova zetě Iñakiho Urdangarina, v níž jde o zpronevěru veřejných peněz přes nadaci Instituto Nóos, kterou Urdangarin vedl v letech 2004 až 2006. Králův zeť byl obviněn, že využíval vlivných známostí k získávání veřejných zakázek na Mallorce. U soudu byla v této kauze kvůli podezření z daňových úniků a praní špinavých peněz vyslýchána i králova dcera Cristina.
Pod tlakem této aféry a vzhledem k ekonomické krizi Španělska také král v prosinci 2011 poprvé v historii podrobně ukázal, jak využívá 8,2 miliónu eur, jež jeho úřadu náleží ze státního rozpočtu. Králův roční „plat“ činil necelých 293 000 eur a korunní princ Felipe dostával zhruba polovinu. Podle úsporného rozpočtu na rok 2013 ale královský palác od státu dostal o něco méně – 7,93 milionu eur.

## Abdikace
V pondělí dne 2. června 2014 se Juan Carlos I. rozhodl po téměř čtyřiceti letech vlády abdikovat ve prospěch svého syna, korunního prince Filipa. Již dopoledne jeho úmysl oznámil španělský premiér Mariano Rajoy, který upřesnil, že král abdikuje z „osobních důvodů“. Hodinu po poledni král ve svém televizním a rozhlasovém projevu k národu mimo jiné pronesl, že by se podle něj měla dostat do popředí mladší generace.
Juana Carlose dlouho stíhaly zdravotní problémy – v posledních letech svého panování podstoupil více než desítku operací. Mimo jiné mu byly voperovány nové kyčelní klouby, lékaři mu museli odstranit nezhoubný nádor na plicích a chirurgické zákroky si vyžádaly i problémy s kolenem a vyhřezlou ploténkou. Král nicméně ve zdůvodnění abdikace svůj zdravotní stav nijak nezmínil.
O abdikaci Juana Carlose I. kvůli jeho špatnému zdravotnímu stavu se spekulovalo již dlouho, přesto bylo královo rozhodnutí vzdát se trůnu velkým překvapením. V minulosti totiž něco takového rezolutně odmítal. Průzkumy už delší dobu ukazovaly, že si většina Španělů přála, aby Juan Carlos odstoupil a trůn přenechal synovi. V lednu 2014 se v průzkumu společnosti Sigma Dos pro královu abdikaci vyslovilo 62 procent Španělů, o rok předtím to přitom bylo 45 procent.
Podle rozhodnutí španělské vlády si Juan Carlos i po abdikaci doživotně uchová titul krále. Zůstane mu tak i oslovení „Vaše Veličenstvo“. Stejné pocty se dostalo i jeho ženě, královně Sofii. Uchová si rovněž dosavadní královskou standartu a erb, odlišný od erbu krále Filipa VI. Znak krále Filipa obsahuje štít státního znaku s rodovým erbem domu Bourbon-Anjou v srdečním štítku, královskou korunu a řetěz Zlatého rouna (na standartě v karmínově červeném čtvercovém listu). Znak krále Juana Carlose I. má štít podložený červeným burgundským křížem (ostrvemi), doplněný červeným jařmem a šípy – symboly Národního hnutí. Na standartě je tento znak položen do tmavomodrého pole. Popis erbu a standarty uvádí Titul II, pravidlo 1 královského dekretu č. 1511 ze dne 21. ledna 1977, kterým se stanovují pravidla pro vlajky, standarty, guidony (jezdecké zástavy), korouhve a odznaky.

## Exil
4. srpna 2020 přinesla média zprávu o tom, že se bývalý španělský král uchýlil do dobrovolného exilu na neznámém místě. Důvodem byly finanční a daňové skandály. Později bylo upřesněno, že pobývá ve Spojených arabských emirátech.

## Španělské vlády během panování Juana Carlose
- Carlos Arias Navarro (1974–1976): předsedal prvním demokratickým reformám. Jeho soustavný nesouhlas s tempem a intenzitou změn podněcovaných monarchou a jeho trvání na zachování odkazu diktátora Francisca Franca nakonec přispěly k jeho rezignaci. 1. července 1976, po napjatém hovoru s králem, Arias Navarro nakonec předal svoji demisi.

- Adolfo Suárez (1976–1981), UCD: podporovaný skupinou politiků generace, jež různými cestami dospěla k demokratickému přesvědčení v letech 1976 až 1979, sesadil frankistickou vládu pomocí strategie zásadních vnitropolitických reforem striktně v souladu se zněním Zákona hnutí (Leyes del Movimiento). Klíčovými mezníky jeho vlády byly schválení politické reformy a první svobodné generální volby (1977), z nichž vzešly ústavní kortesy (Cortes constituyentes), jež sepsaly a přijaly dosud platnou novou španělskou ústavu (1978). Adolfo Suárez odstoupil v roce 1981 unavený rostoucím tlakem levicových stran a napětím ve vlastní straně, UCD.

- Leopoldo Calvo-Sotelo (1981–1982), UCD: nejzávažnějším rozhodnutím během jeho mandátu bylo vyjednání vstupu Španělska do NATO, proti kterému se ovšem na odpor silně stavěla opozice vedená PSOE Partido Socialista Obrero Español. Během jeho krátkého funkčního období byly definitivně zmařeny poslední neúspěšné pokusy pučistů. Rovněž se podařilo prosadit potřebného rozvodového zákona (Ley del Divorcio).

- Felipe González (1982–1996), PSOE: nejvýznamnějšími činy jeho dlouhého předsednictví byly vstup do NATO, jehož byl předtím odpůrcem, jež však bylo potvrzeno v referendu v roce 1986, vstup do Evropského hospodářského společenství (dnešní Evropská unie) a hostění Olympijských her v Barceloně v roce 1992. Jeho zásadní ekonomická, sociální a infrastrukturální modernizace, podporovaná naprostou většinou obyvatel, ve svých posledních letech vyústila v hlubokou ekonomickou krizi, téměř všeobecnou korupci a do určité míry také, ač skryté, zapojení do GAL, spiknutí při státním teroru proti organizaci ETA. Jeho vztah k panovníkovi byl poměrně vřelý, ačkoli docházelo k dílčím nesrovnalostem, jako například špionážní skandál s rozličnými osobami, mezi kterými se král pohyboval.

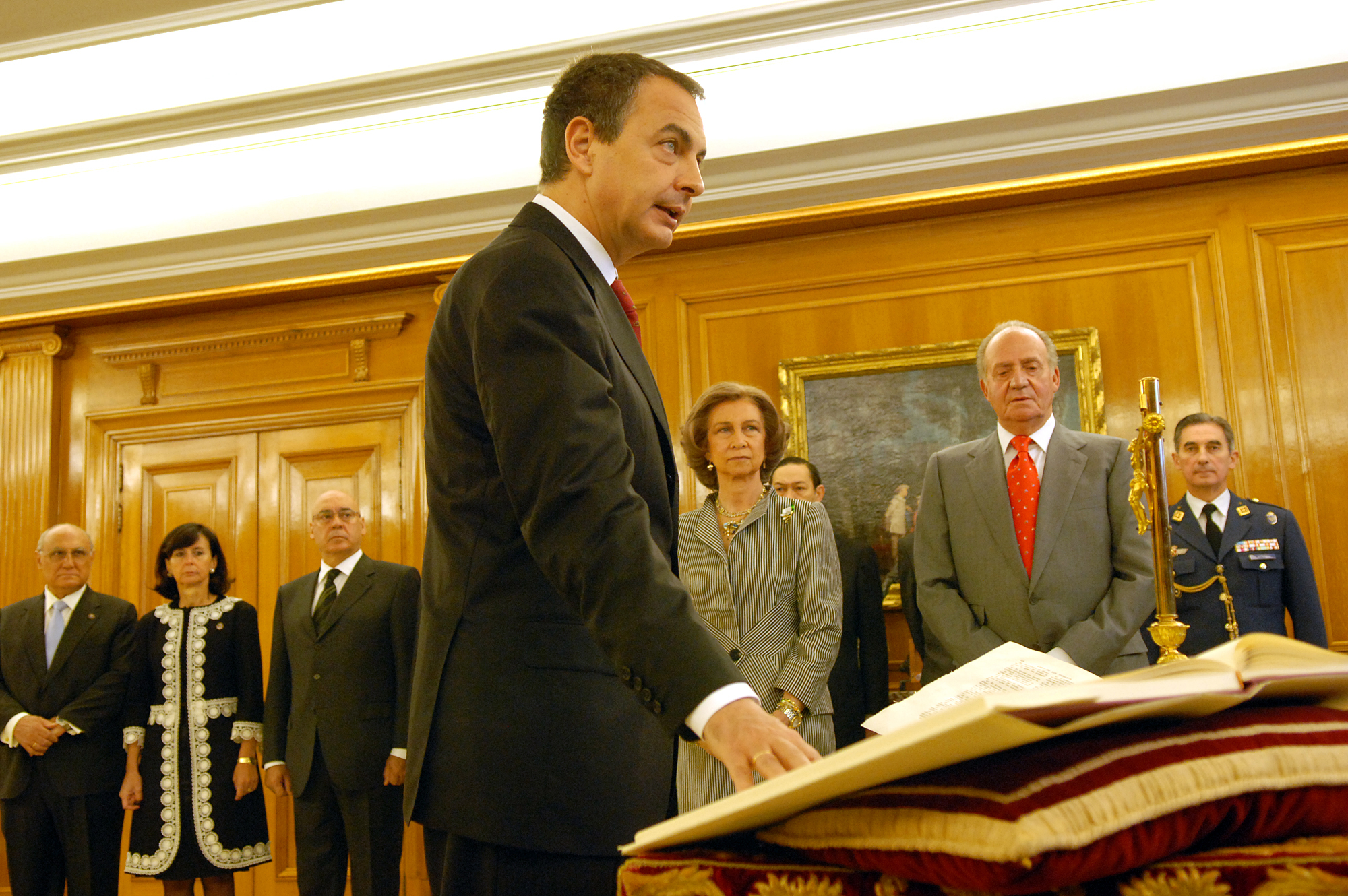
José Luis Rodríguez Zapatero podruhé skládá přísahu do rukou španělského královského páru, Juana Carlose I. a královny Sofie

- José María Aznar (1996–2004), PP: jeho politika je charakteristická ekonomickými úspěchy: nulový deficit, tvorba velkého množství pracovních míst, privatizace a trvalý růst ve všech okolních státech, čerpání evropských dotací, ekonomická prosperita a privatizace státních firem, což mu umožnilo dovršit kritéria konvergence s eurem. Nepodařilo se mu však dosáhnout snížení závislosti španělské ekonomiky na sektoru stavebnictví. Hlavními milníky jeho předsednictví byly plná integrace Španělska do vojenské struktury NATO, oficiální vstup do eurozóny (2000–2002) a diplomatická podpora USA při invazi do Iráku. Pokud jde o jeho vztah s panovníkem, vnější dojem působil poměrně chladně a dosti odtažitě.

Jak za vlády Felipeho Gonzáleze, tak za vlády Josého Maríi Aznara král kvůli přechodu k demokracii po několik desetiletí do procesu demokratizace příliš nezasahoval, což vedlo k zdání, že se jeho politická role snižuje. Tři dny před volbami v roce 2004, ve kterých se Aznar rozhodl neucházet se o křeslo předsedy vlády, byl spáchán teroristický útok 11. března (11-M) v Madridu. Téhož dne byl vyhlášen státní smutek a král se ve svém projevu obrátil k národu a útoky na veřejnost odsoudil.
- José Luis Rodríguez Zapatero (2004–2011), PSOE.

- Mariano Rajoy (2011–2018), PP.

## Rodina
Juan Carlos I. má 2 sestry – infantku Pilar a infantku Margaritu, měl i mladšího bratra Alfonsa, jenž však zemřel na následky nešťastné náhody jako čtrnáctiletý. Zasáhla jej rána z revolveru, který bratři společně čistili.
Dne 14. května 1962 se Juan Carlos I. oženil s princeznou Sofií, nejstarší z dětí řeckého krále Pavla a Frederiky Brunšvické. Spolu mají tři děti: infantku Elenu, infantku Cristinu a Filipa, současného krále Španělska; a osm vnoučat: Felipeho Juana Froilána, Juana Valentina, Viktorii Federicu, Pabla Nicolase, Miguela, Irene, Leonor a Sofii.

## Tituly, pocty a oslovení

### Titulatura během kralování
Španělská ústava z roku 1978, ve svém Článku II, odst. 56, paragraf 2, vyhrazuje titul „španělského krále“ osobě Juana Carlose I. Ten byl jako panovník oprávněn užívat i další čestné tituly a hodnosti, které se obvykle vztahují k historickým územním entitám, tradičně spojeným se Španělskou korunou

### Místa a objekty pojmenované po králi
Množství míst, veřejných a kulturních objektů nese jméno krále Juana Carlose I., a to jak v samotném Španělsku, tak i v dalších zemích na světě. Mezi nejvýznamnější patří například: Antarktická základna Juana Carlose I. na Livingstonově ostrově (Jižní Shetlandy), letadlová loď Juan Carlos I (patřící španělskému námořnictvu), park Juana Carlose I. v Madridu, Universita Rey Juan Carlos v Móstoles nebo Centrum krále Juana Carlose I. Španělského (The King Juan Carlos I of Spain Center) v New Yorku (USA).

## Rodokmen
|                |                                    |  |                                  |                                              |  |  |  |  |  |  |  | František Cádizský |
|                |                                    |  |                                  |                                              |  |  |  |  |  |  |  |                    |
|                | Alfons XII.                        |  |                                  |                                              |  |  |  |  |  |  |  |                    |
|                |                                    |  |                                  |                                              |  |  |  |  |  |  |  |                    |
|                |                                    |  |                                  | Isabela II. Španělská                        |  |  |  |  |  |  |  |                    |
|                |                                    |  |                                  |                                              |  |  |  |  |  |  |  |                    |
|                | Alfons XIII.                       |  |                                  |                                              |  |  |  |  |  |  |  |                    |
|                |                                    |  |                                  |                                              |  |  |  |  |  |  |  |                    |
|                |                                    |  |                                  | Karel Ferdinand Rakousko-Těšínský            |  |  |  |  |  |  |  |                    |
|                |                                    |  |                                  |                                              |  |  |  |  |  |  |  |                    |
|                | Marie Kristýna Rakouská            |  |                                  |                                              |  |  |  |  |  |  |  |                    |
|                |                                    |  |                                  |                                              |  |  |  |  |  |  |  |                    |
|                |                                    |  |                                  | Alžběta Františka Marie Habsbursko-Lotrinská |  |  |  |  |  |  |  |                    |
|                |                                    |  |                                  |                                              |  |  |  |  |  |  |  |                    |
|                | Jan Bourbonský                     |  |                                  |                                              |  |  |  |  |  |  |  |                    |
|                |                                    |  |                                  |                                              |  |  |  |  |  |  |  |                    |
|                |                                    |  |                                  | Alexandr Hesensko-Darmstadtský               |  |  |  |  |  |  |  |                    |
|                |                                    |  |                                  |                                              |  |  |  |  |  |  |  |                    |
|                | Jindřich z Battenbergu             |  |                                  |                                              |  |  |  |  |  |  |  |                    |
|                |                                    |  |                                  |                                              |  |  |  |  |  |  |  |                    |
|                |                                    |  |                                  | Julie von Hauke                              |  |  |  |  |  |  |  |                    |
|                |                                    |  |                                  |                                              |  |  |  |  |  |  |  |                    |
|                | Viktorie z Battenbergu             |  |                                  |                                              |  |  |  |  |  |  |  |                    |
|                |                                    |  |                                  |                                              |  |  |  |  |  |  |  |                    |
|                |                                    |  |                                  | Albert Sasko-Kobursko-Gothajský              |  |  |  |  |  |  |  |                    |
|                |                                    |  |                                  |                                              |  |  |  |  |  |  |  |                    |
|                | Beatrix Sasko-Koburská             |  |                                  |                                              |  |  |  |  |  |  |  |                    |
|                |                                    |  |                                  |                                              |  |  |  |  |  |  |  |                    |
|                |                                    |  |                                  | Viktorie                                     |  |  |  |  |  |  |  |                    |
|                |                                    |  |                                  |                                              |  |  |  |  |  |  |  |                    |
| Juan Carlos I. |                                    |  |                                  |                                              |  |  |  |  |  |  |  |                    |
|                |                                    |  |                                  |                                              |  |  |  |  |  |  |  |                    |
|                |                                    |  | Ferdinand II. Neapolsko-Sicilský |                                              |  |  |  |  |  |  |  |                    |
|                |                                    |  |                                  |                                              |  |  |  |  |  |  |  |                    |
|                | Alfons Neapolsko-Sicilský          |  |                                  |                                              |  |  |  |  |  |  |  |                    |
|                |                                    |  |                                  |                                              |  |  |  |  |  |  |  |                    |
|                |                                    |  |                                  | Marie Terezie Izabela Rakouská               |  |  |  |  |  |  |  |                    |
|                |                                    |  |                                  |                                              |  |  |  |  |  |  |  |                    |
|                | Karel Bourbonsko-Sicilský          |  |                                  |                                              |  |  |  |  |  |  |  |                    |
|                |                                    |  |                                  |                                              |  |  |  |  |  |  |  |                    |
|                |                                    |  |                                  | František Neapolsko-Sicilský                 |  |  |  |  |  |  |  |                    |
|                |                                    |  |                                  |                                              |  |  |  |  |  |  |  |                    |
|                | Marie Antonie Neapolsko-Sicilská   |  |                                  |                                              |  |  |  |  |  |  |  |                    |
|                |                                    |  |                                  |                                              |  |  |  |  |  |  |  |                    |
|                |                                    |  |                                  | Marie Izabela Toskánská                      |  |  |  |  |  |  |  |                    |
|                |                                    |  |                                  |                                              |  |  |  |  |  |  |  |                    |
|                | Marie Mercedes Bourbonsko-Sicilská |  |                                  |                                              |  |  |  |  |  |  |  |                    |
|                |                                    |  |                                  |                                              |  |  |  |  |  |  |  |                    |
|                |                                    |  |                                  | Ferdinand Filip Orléanský                    |  |  |  |  |  |  |  |                    |
|                |                                    |  |                                  |                                              |  |  |  |  |  |  |  |                    |
|                | Filip Pařížský                     |  |                                  |                                              |  |  |  |  |  |  |  |                    |
|                |                                    |  |                                  |                                              |  |  |  |  |  |  |  |                    |
|                |                                    |  |                                  | Helena Meklenbursko-Zvěřínská                |  |  |  |  |  |  |  |                    |
|                |                                    |  |                                  |                                              |  |  |  |  |  |  |  |                    |
|                | Luisa Orléanská                    |  |                                  |                                              |  |  |  |  |  |  |  |                    |
|                |                                    |  |                                  |                                              |  |  |  |  |  |  |  |                    |
|                |                                    |  |                                  | Antonín Orléanský                            |  |  |  |  |  |  |  |                    |
|                |                                    |  |                                  |                                              |  |  |  |  |  |  |  |                    |
|                | Marie Isabela Orléanská            |  |                                  |                                              |  |  |  |  |  |  |  |                    |
|                |                                    |  |                                  |                                              |  |  |  |  |  |  |  |                    |
|                |                                    |  |                                  | Luisa Fernanda Španělská                     |  |  |  |  |  |  |  |                    |
|                |                                    |  |                                  |                                              |  |  |  |  |  |  |  |                    |